# Devin-Nabrežina
Devin-Nabrežina (talijanski: Duino-Aurisina, njemački: Thübein-Nabreschin) je općina u Tršćanskoj pokrajini u Italiji.

## Zemljopis
Grad se nalazi na obali Jadrana, kod granice sa Slovenijom, a od Trsta je udaljen 15 km. Granične općine su Doberdob, Tržič, Zgonik i Trst u Italiji, te Komen i Sežana u Sloveniji.

### Naselja
Naselja (frazioni) u općini su:
- Nabrežina (Aurisina)
- Cerovlje (Ceroglie)
- Devin (Duino)
- Mavhinje (Malchina)
- Medja vas (Medeazza)
- Prečnik (Precenico)
- Praprot (Prepotto)
- Štivan (San Giovanni di Duino)
- Šempolaj (San Pelagio)
- Sesljan (Sistiana)
- Slivno (Slivia)
- Trnovca (Ternova Piccola)
- Ribiško naselje (Villaggio del Pescatore)
- Vižovlje (Visogliano)

## Stanovništvo
Prema popisu iz 1971. godine, 37,5% stanovništva čine Slovenci koji najvećim dijelom žive u i oko Nabrežine, dok oko 60 % stanovništva čine Talijani koji najvećim dijelom žive u Devinu i Sesljanu.

## Zbratimljena mjesta
- Buje, Hrvatska
- Ilirska Bistrica, Slovenija